# Chiesa di San Giovanni Decollato (Rocchetta di Vara)
La chiesa di San Giovanni Decollato è un luogo di culto cattolico situato nella frazione di Beverone nel comune di Rocchetta di Vara, in provincia della Spezia. La chiesa è sede della parrocchia omonima del vicariato di Brugnato della diocesi della Spezia-Sarzana-Brugnato.

## Storia

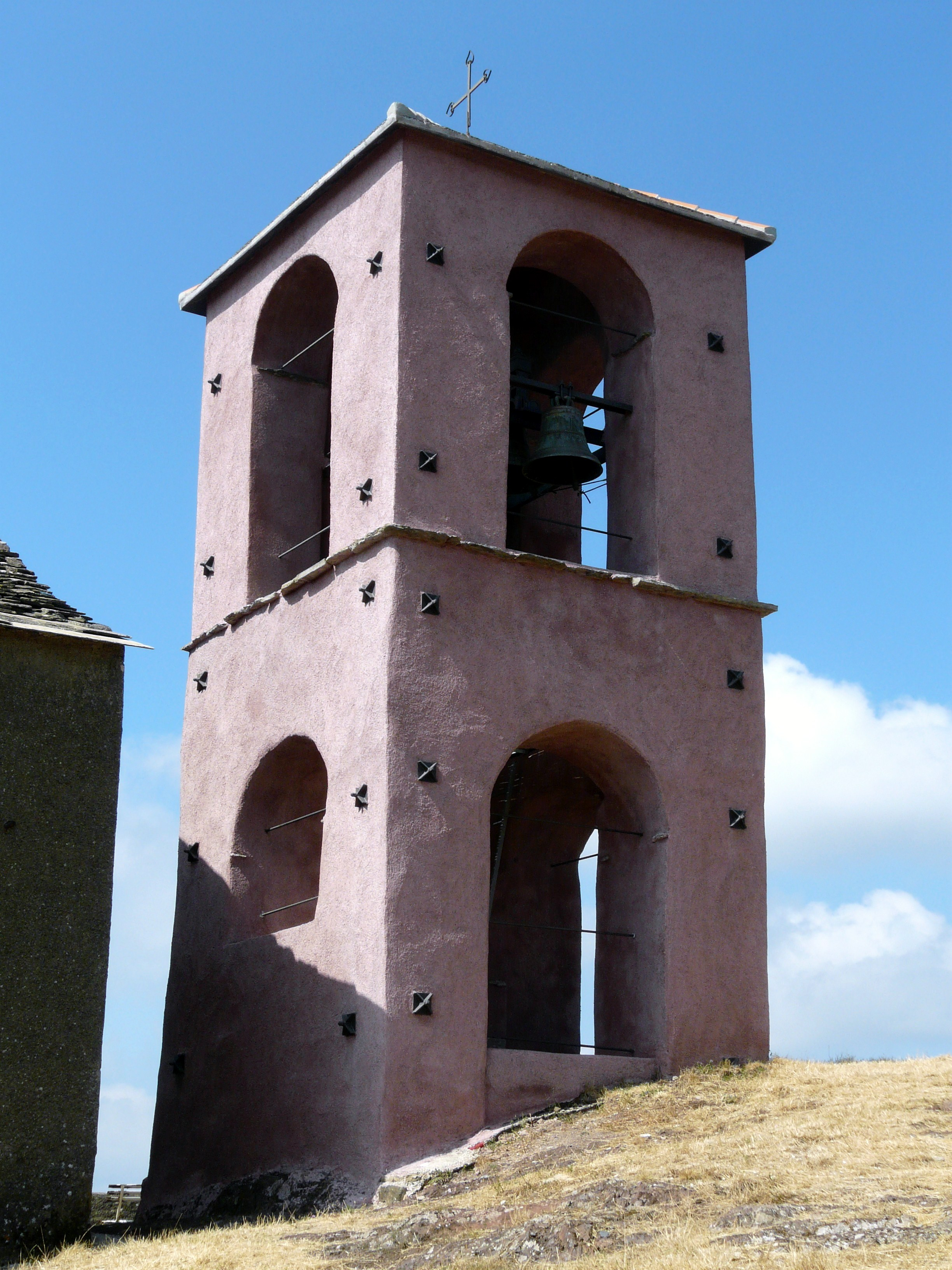
Il piccolo campanile

L'edificio, distaccato su un colle dal resto del paese, venne edificato in epoca imprecisata sui resti di un fortilizio medievale.
Già appartenente alla rettoria di San Giovanni Battista di Stadomelli, fu smembrato e creato parrocchia indipendente in un periodo compreso tra il 1568 e il 1584, anno in cui, al 2 maggio,  il visitatore apostolico Monsignor Angelo Peruzzi roga una relazione in cui si evidenziano le varie problematiche e trascuratezze evidenti della chiesa.
Nel piazzale della chiesa vi sono ancora due profonde cisterne, ove si seppellirono i cadaveri sino al 1810, poco dopo l'editto di Saint Cloud.
Altra descrizione dello stabile è compresa nella relazione del parroco di Stadomelli Alessandro Malatesta datata 7 gennaio 1822: "La chiesa parrocchiale è stabilita sopra d'un alto monte, incomodo all'intervento del popolo e del parroco, in aria però più che salubre ed esposta ai fulmini". "E' in buono stato ma esposta molto all'umidità per il vento di mare. E' soffitata sopra e sotto con buon pavimento di calcina. Essa ha buone e forti mura, ampia e più che sufficiente alla popolazione. Dessa pure è in buon essere riguardo alle finestre, porte e panche. Gli si fanno le dovute riparazioni a tempo, anche per quello [che] spetta gli ornamenti, il che appartiene ai fabbriceri. Il tutto si tiene con la possibile polizia e decenza". "Nella chiesa parrocchiale, oltre il maggiore, v'è unicamente l'altare del Rosario che, sebbene sia senza dote alcuna, è ben tenuto decente ed amministrato dalla fabbriceria a spese di poche elemosine. L'immagine v'è scolpita in quadro quasi nuovo e rappresenta ancora l'immagine di S. Giovanni decollato". In quell'anno la parrocchia, che apparteneva alla Diocesi di Luni-Sarzana, venne ricompresa nell’erigenda Diocesi di Apuania (ora Massa Carrara).
Nell'oratorio di Sant'Andrea, posto all'inizio del paese, si tenevano le lezioni del piccolo Seminario di Beverone, aperto tra la fine del XVIII secolo e l'inizio del successivo, diretto dal parroco. La cattedra della scuola era ancora visibile nel 1959. Nel 1810 erano presenti dodici alunni, sei studenti di teologia, sei di belle lettere.
Nel 1959 la parrocchia passò alla Diocesi di Brugnato.
Già il documento del Malatesta attestava la pericolosità del sito per l'alta esposizione ai fulmini e proprio un fulmine danneggerà rovinosamente l'attiguo campanile il 10 novembre 2010.

## Descrizione
La piccola chiesa a pianta asimmetrica presenta una navata centrale affiancata da una navatella laterale con funzione di battistero. In controfacciata è conservato un antico fonte battesimale in arenaria, mentre l’altare risale probabilmente al periodo barocco. L'esterno è semplicemente intonacato e il tetto non presenta tegole ma le caratteristiche ciapè in ardesia. Il campanile, piccolo e tozzo, appare staccato dalla chiesa.